# Aedes grassei
Aedes grassei är en tvåvingeart som beskrevs av Doucet 1951. Aedes grassei ingår i släktet Aedes och familjen stickmyggor.
Artens utbredningsområde är Madagaskar. Inga underarter finns listade i Catalogue of Life.